# Deutsche Botschaft Maskat
Die Deutsche Botschaft Maskat ist die diplomatische Vertretung der Bundesrepublik Deutschland im Sultanat Oman.

## Lage und Gebäude

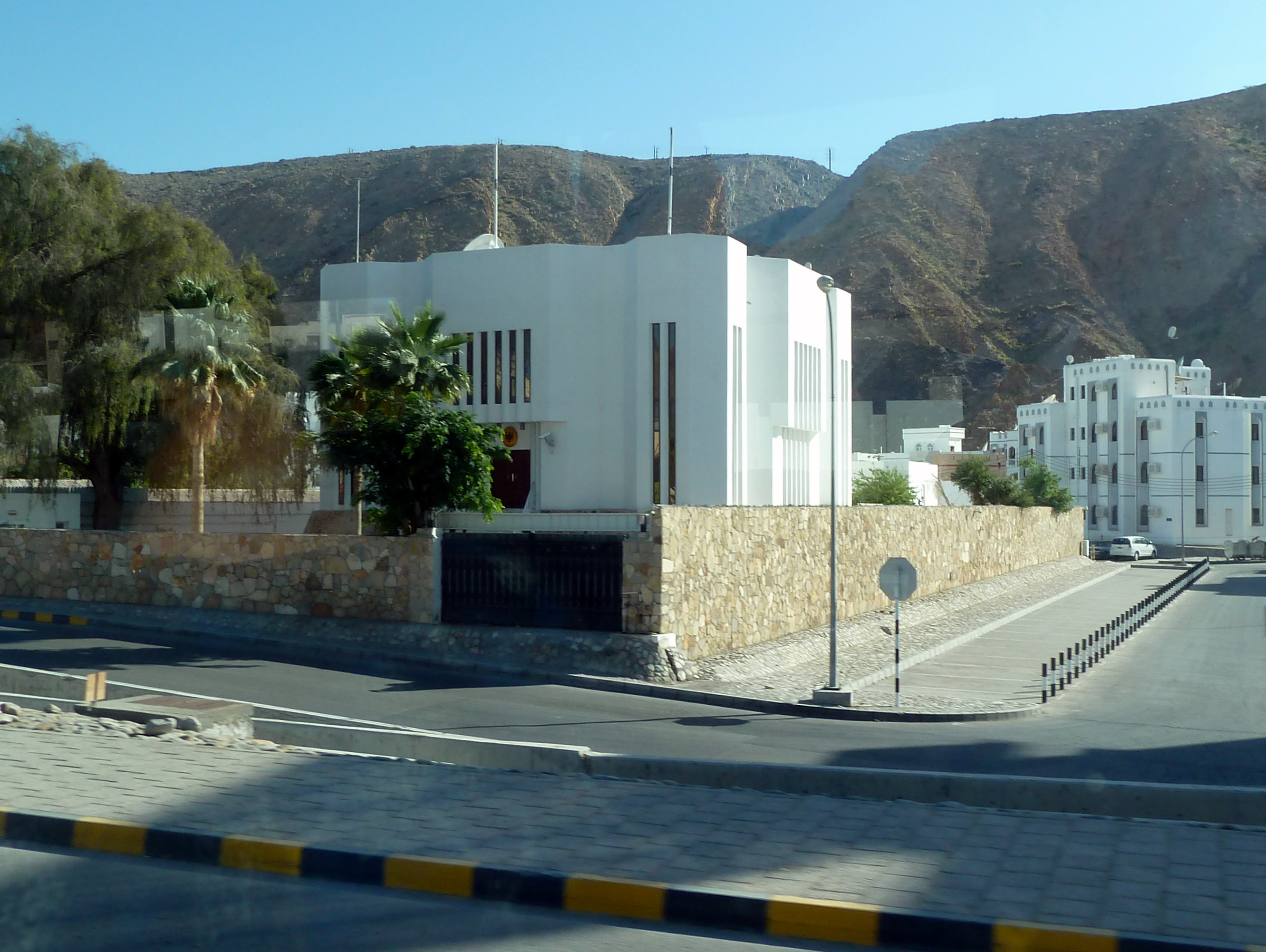
Deutsche Botschaft Maskat (2011)

Das Botschaftsgelände mit Kanzlei und Residenz des Botschafters liegt im  Diplomatenviertel des Stadtteils Al Khuwair von Bawschar in der Muscat Capital Area, etwas westlich der omanischen Hauptstadt Maskat. In direkter Nachbarschaft befinden sich die Vertretungen von Algerien, Kuwait und Frankreich. Die Straßenadresse lautet: Diplomatic Area, Al-Khuwair, Jami'at Al-Duwal Al-Arabiah Street, Maskat.
Das Außenministerium liegt rund vier Kilometer westlich. Das Ufer des Golfs von Oman ist 300 Meter entfernt.
Das Bundesamt für Bauwesen und Raumordnung schrieb im Jahr 2010 einen Wettbewerb zur Planung neuer Baulichkeiten der Botschaft Maskat aus. Das Ergebnis, das keinen Sieger, sondern zwei gleichrangig zweitplatzierte Entwürfe ergab, wurde als unbefriedigend bezeichnet, da in der Ausschreibung der Klimaaspekt als nicht ausreichend berücksichtigt bezeichnet wurde.
Die zweigeschossigen Baukörper von Kanzlei und Residenz lassen auf dem Gelände Freiräume: Den Vorplatz der Kanzlei mit einem repräsentativen Eingangsbereich und einen Palmenhof zwischen Kanzlei und Residenz als repräsentativen Bereich für Empfänge. Lokale Natursteinplatten umgeben Wasserspiele, die das omanische „Faladsch“-System (offene Wasserkanäle, die seit Tausenden von Jahren zum Transport von Wasser aus den Bergen genutzt werden) anspielen. Einheimische Dattelpalmen bilden ein natürliches Schattendach. Ferner gibt es einen privaten Garten, in dem einheimische Pflanzen wachsen. Alle Fassaden vereinen sowohl zeitgenössische deutsche als auch traditionelle omanische Elemente, während ihre Struktur auf strengen Proportionsregeln beruht. Sie spiegeln Merkmale der lokalen Formensprache wider – wie vertikale Fensterbänder oder die Mashrabyia (traditioneller ornamentaler Sonnenschutz, der ein wesentliches Element der omanischen Architektur ist).

## Auftrag und Organisation
Die Deutsche Botschaft Maskat hat den Auftrag, die deutsch-omanischen Beziehungen zu pflegen, die deutschen Interessen gegenüber der Regierung des Oman zu vertreten und die Bundesregierung über Entwicklungen im Oman zu unterrichten.
In der Botschaft werden die Sachgebiete Politik, Wirtschaft, Kultur und Bildung bearbeitet.
Das Referat für Rechts- und Konsularangelegenheiten der Botschaft betreut als konsularischen Amtsbezirk das gesamte Staatsgebiet des Oman. Es bietet alle konsularische Dienstleistungen (außer Beurkundungen) für ansässige deutsche Staatsangehörige an. Die Visastelle des Referats stellt Einreisegenehmigungen für omanische Staatsangehörige aus. Anträge auf Schengen-Visa (bis 90 Tage Aufenthalt) müssen bei einem externen Dienstleister eingereicht werden, der vor Entscheidung in der Botschaft eine Prüfung auf Vollständigkeit der Unterlagen vornimmt.

## Geschichte
Für Oman endete 1971 die faktische Abhängigkeit vom Vereinigten Königreich. Die Bundesrepublik Deutschland eröffnete am 21. Januar 1975 eine Botschaft in Maskat.